# Les Trois Vallées
Les Trois Vallées - literalmente Os três vales - é a maior área esquiável interligada do mundo no departamento francês da Saboia, em plena região alpina. Soma seis resorts, 200 ski lifts e 335 pistas que somadas totalizam 600 quilômetros. Atinge a altitude mínima de 610 metros e máxima de 3230 metros.
Divide-se no Vallée des Allues, que compreende as estações de esqui de Brides-les-Bains, Méribel e Mottaret; o Vallée Saint-Bon com Courchevel, La Tania e Le Praz; e o Vallée des Belleville, onde se encontram Les Menuires, Saint-Martin de Belleville e Val Thorens. Graças a um teleférico, a área de esqui está sendo estendida até Orelle, que está localizada num quarto vale, la Vallée de la Maurienne.